# Sphenoptera bogosina
Sphenoptera bogosina es una especie de escarabajo del género Sphenoptera, familia Buprestidae. Fue descrita científicamente por Obenberger en 1924.

## Distribución
Habita en la región paleártica y afrotropical.